# تشارلز لوغان (كاتب خيال علمي)
تشارلز لوغان (بالإنجليزية: Charles Logan)‏ هو كاتب خيال علمي بريطاني، ولد في 1930.